# 基亚拉诺
基亚拉诺（義大利語：Chiarano），是意大利威尼托大区特雷维索省的一个市镇。总面积19平方公里，人口3728人，人口密度196.2人/平方公里（2009年）。国家统计（ISTAT）代码为026016。